# Cercopithecus roloway
Cercopithecus roloway é uma espécie de primata da família Cercopithecidae encontrado em uma pequena área do leste da Costa do Marfim e em Gana, entre os rios Sassandra e Pra.
A espécie é similar a outras do gênero Cercopithecus mas se distingue pelo comprimento dos pelos faciais. C. roloway possuem pelos do dorso e da face predominantemente pretos, enquanto a garganta e parte interior dos braços são brancos, enquanto a região lombar é de cor laranja. O comprimento do corpo varia entre 40 e 55 cm e seu peso está entre 4 e 7 kg.
É arborícola, e forma grupos entre 15 e 30 indivíduos. Sua dieta é composta principalmente por frutos, flores, sementes e insetos.
Cercopithecus roloway está entre os mais ameaçados primatas do continente africano, embora a situação exata da espécie não seja conhecida. Estudos recentes não confirmaram mais a presença no Parque Nacional Bia, em Gana, de onde deve ter sido eliminado entre 1970 e 1990. Estima-se que as populações tenham diminuído em 80% nas últimas três gerações da espécie.  A espécie consta na lista dos 25 primatas mais ameaçados do mundo.
Essa espécie já foi considerada como subespécie de Cercopithecus diana.